# Xã North Hero, Quận Redwood, Minnesota
Xã North Hero (tiếng Anh: North Hero Township) là một xã thuộc quận Redwood, tiểu bang Minnesota, Hoa Kỳ. Năm 2010, dân số của xã này là 161 người.